# IPad (thế hệ 8)
iPad 10,2 inch (tên chính thức là iPad (thế hệ 8)) là một máy tính bảng được phát triển và tiếp thị bởi Apple Inc. với tư cách là sản phẩm kế thừa của iPad thế hệ 7. Nó được công bố vào ngày 15 tháng 9 năm 2020 và phát hành vào ngày 18 tháng 9 năm 2020.